# 約翰·斯托得

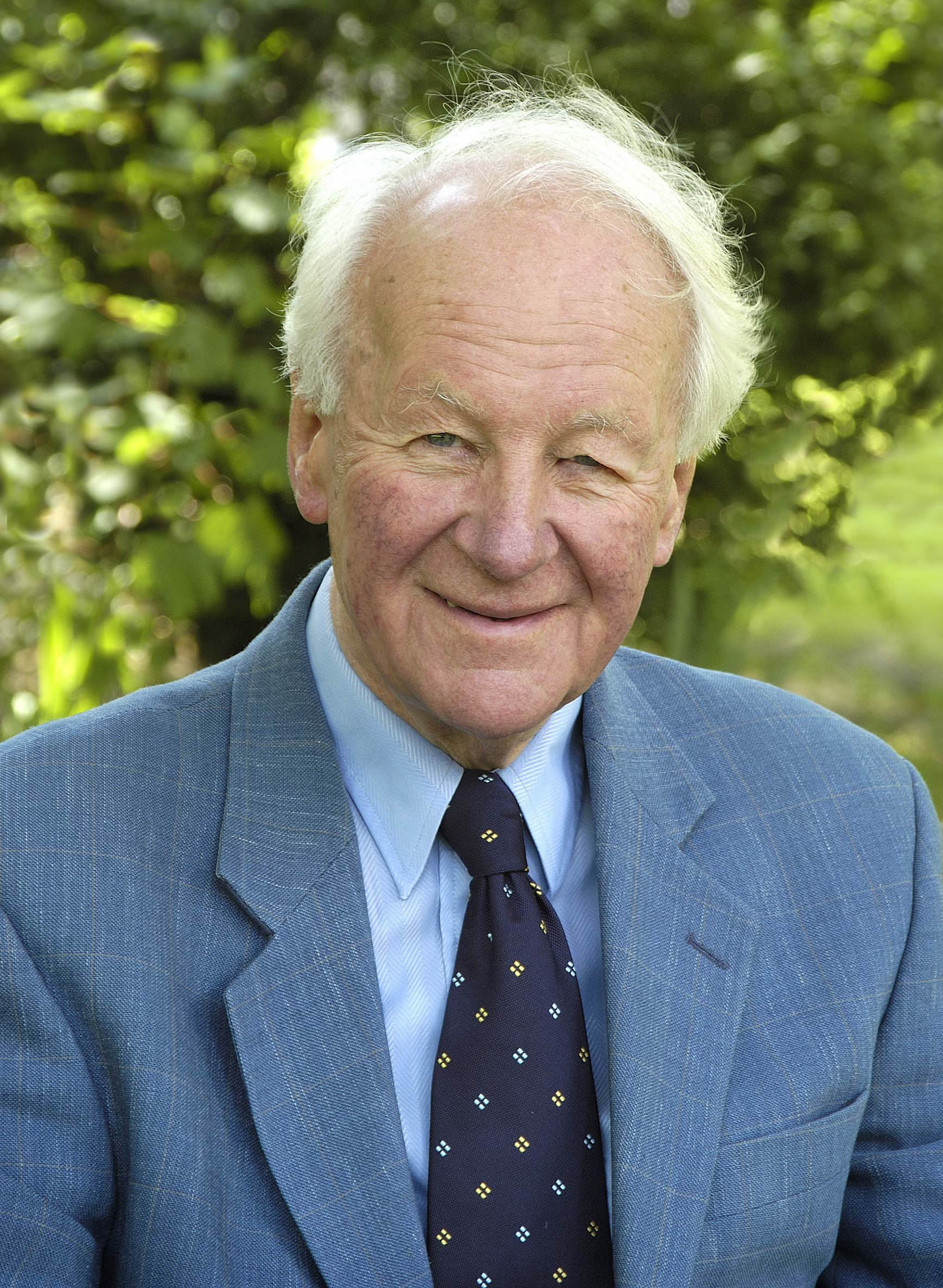
約翰·斯托得

約翰·羅伯特·沃姆斯利·斯托得，CBE（John Robert Walmsley Stott，1921年4月27日—2011年7月27日）是當代的福音派領袖。他是英國教會（聖公會）的牧師，從1945年按牧以來，都是在倫敦的諸靈堂（All Souls Church）擔任牧師。他在福音派中的影響力之大使得有人說：「如果福音派可以選一位教宗，他們大概會選約翰‧斯托得。」

## 生平
斯托得在劍橋大學雙主修法文及神學，後來獻身服事，在劍橋完成牧職訓練。他雖未攻讀博士學位，但因他在基督教界的卓越成就，曾在英、美、加等國獲得許多榮譽博士學位，並且被任命為伊利沙白女王的皇家牧師。
獨身的斯托得，一生的服事核心是作地方堂會的牧師。他對英國及全世界福音派教會的影響，自始至今都是從這牧師的身份和使命出發的。他在諸靈堂的服事很看重禱告及關懷佈道。他們常為病人禱告。為了體會流浪漢的生活，他曾喬裝混入他們中間，甚至在街邊睡覺過夜。
諸靈堂在五、六十年代有顯著的成長。他本有機會在聖公會升遷到更高的職位，但他卻堅持留在諸靈堂事奉到底。他除了盡力在本堂的服事，他也用心支持在聖公會中同為福音派的同工。他在英國推動福音派同工的團契，希望能提升年輕福音派教牧同工的視野和士氣，從開始時二十多人，六十年代中期就增加到超一千會員。從這運動帶出福音派在英國的大大增長，使英國教會之面貌之改觀。他被譽為是「除了湯樸威廉外，二十世紀英國教會最具影響力的神職人員」。斯托得曾在1972年籌辦第一屆洛桑世界宣教大會，後來所定稿的「洛桑公約」(Lausanne Covenant)，成為近代福音教派最具影響力的文件。
他的影響力尚不只在英國國內。1975年他在諸靈堂改任退休牧師後，他每年用三個月退隱寫作，三個月巡迴世界演講。他透過著作、文章及演講而成為全球福音派的思想導師。他出版過四十多本書，編著過十四本及大量的文章。在台灣，他的書籍多是由校園出版社翻譯出版，如《獨排眾議的基督》、《認識聖經》、《當代講道藝術》、《當代基督教與社會》等三十二本。他長期支持第三世界（the Major World）的福音派教會領袖，提供奬學金給落後地區有潛力的傳道人到英國進修，希望他們回國後能將福音派的力量帶回各地。

## 逝世
斯托得牧師於2011年7月27日在Lingfield逝世，享年90歲。當時他的親友在旁頌讀《聖經·提摩太後書》和韓德爾的《彌賽亞》。他的安息禮拜8月8日在倫敦諸靈堂舉行。而悼念會將於香港聖安德烈堂等世界各地舉行。

根據靈風基金國際網站所設的「緬懷斯托得專頁」，九個月來，共有1,153位來自90多個不同國家的人士在網站留言，僅節錄其中數則，以饗讀者：
怎樣的一個人！
怎樣的一位神！
約翰叔叔 (斯托得) 已進入榮耀裡，
這是他切慕許久的永恆榮耀。
對我而言，他是極少數的領袖，
教我們懂得學習：
使用權力的最妙之道，
乃在於柔弱與謙遜。

我為此敬愛他。

## 有關《當代神學對話》之爭議
在1987年初，斯托得與大衛‧愛德華斯 (David Edwards) 商討一項有關出版自由派與福音派對話的書，因而就有《當代神學對話》(Essentials: A Liberal - Evangelical Dialogue) 。

### 對聖經權威的評論及討論
書中有不少對話及討論，由愛德華牧師作出討論。書中有六個章節，分別為：第一章、福音的能力；第二章、聖經的權威；第三章、基督的十字架；第四章、神奇的基督；第五章、聖經與行為；第六章、普世的福音。就這六個章節已經有不少的討論及對話。

#### 愛德華斯對聖經權威的論述
愛德華對斯托得所說「聖經所有具有的權威」，並對他在聖經觀立場有所保留。愛德華斯認為斯托得在解釋經文方面，只是「文本的默示」(Verbal Inspiration)，忽略了經卷的背景及文化、作者身處的社會環境及作者所扮演的角色，斯托得對此描述相對不夠全面。愛德華斯認為部分聖經不全是神的啟示；然後愛德華斯繼而說明，他提出了一系列方法，才能刻劃神在「啟示聖經」的目的，才能達到神保留這些經文篇章的目的。

#### 斯托德對愛德華斯的回應
而斯托得就聖經權威性和啟示的答辯，他同意愛德華斯的論述，同意要以理性及知識層面，去理解及應用聖經啟示。但同時，斯托得高舉啟示的重要性，他表示：「理性只能在黑暗中摸索，你最後仍要於黑暗之中。」所以斯托得堅信，高舉與順服聖經是高舉耶穌基督的表徵，他舉例：耶穌與法利賽人、撒督該人辯論時，耶穌基督的立場固然超越 (Go beyond) 了舊約，但並未反對 (against) 舊約。耶穌尊重舊約聖經，但闡述稍為激進 (radical) 。所以斯托得認為理解聖經：「並不是像木刻一樣死守着字面意義，而是深入探尋它應當如何應用在神國度裡的生活。」

### 對地獄的討論及看法

#### 愛德華斯對地獄的論述及提問
面對地獄的看法，愛德華斯首先引用了《洛桑信約》，並提出基督教的信息中就非有地獄的火不可？但是愛德華斯肯定了《洛桑信約》是當時福音派最有權威的文獻。它不會以聖經那種不全備的解釋作結，反而以精準的字詞來解釋地獄之火。
愛德華斯指出對斯托得解釋《洛桑信約》感到遺憾，他認為斯托得的意思就是：若在死之前沒有相信並接受耶穌基督，死了就算是失喪滅亡旳，因為注定要下地獄。愛德華斯指出斯托得以保羅的羅馬書作為立論根基，「因他們反對真理，以致他們拜偶像、不道德、落在神的審判之下」。但愛德華斯質疑這個立論，其實對所有非基督教的宗教不公平。他重申《洛桑信約》就是提到有關猶太人的地位問題，因為猶太人的存在，正好可以提醒基督徒，神不只拯救教會與那些接受耶穌基督為主、為救主的人。愛德華斯在這個問題上，其實聖經的觀點是相當寬大的。如果說這些宗教不外乎拜偶像、不道德，這難免是一種對那些宗教的偏見。
愛德華斯提出在其他的宗教之中能夠學到其他真理，其實這些的教導會令到我見證到聖經的教導似乎並不完全。愛德華斯更提出發覺這些共通點時，就會說基督 (邏各斯耶穌) 其實也融入了在其他宗教及哲學當中，從而去說出這個未必在歷史實存的耶穌基督，會使我們在智性上混亂不清，更會傷害了我們的靈性。繼而提出，現在活着的基督徒與死去的祖先，若他們在死之前未能接受耶穌基督作主、作他生命救主，他們就注定下地獄，這個說法愛德華斯提出很大的疑問。
愛德華斯對《洛桑信約》提出「永遠與神隔離」，而不說「永遠的刑罰」感到高興。因為「永遠的刑罰」對非基督徒而言，神就像永遠的施刑者。愛德華斯在此提出兩個質疑：一，天堂代表神的愛，但基督教將天堂以外就等於滅亡。二，對大多數的民族而言，能夠完全認識耶穌基督已經很困難，何況更未能傳得真確之時，那些真正「永遠與神隔絕」的人，應只限於那些臨死之前已完全明白基督，卻定意拒絕到底的人，但這種到最後也不悔悟的人應該絕無僅有的。
愛德華斯質疑普世得救論 (Universalism) ，因為這是否定了人的自由意志。他提出聖經強調神看重人能自由地對祂的愛有所回應，神給人有自由地相信祂，並有自由反對及不相信祂。而根據基督教的說法，神是全能全愛的。若祂是全能，祂一定會以無窮之能來救人免於沉淪之理。若祂是全愛，為何不叫人知道，拒絕基督便要沉淪。愛德華斯後來引用了聖經經卷來佐證所謂的「地獄」不是斯托得及《洛桑信約》所說的那樣。他提出，保羅有提及「為死人施洗」(baptised for the dead)，引證非基督徒死後也能與基督徒一樣，能夠一同得救恩。然後他更提出基督雖提出地獄及審判，但其實本意是宣揚神愛世人及基督成為人與神的結連。而路加福音所記載拉撒路及財主的預言故事，並不是針對不道德或不敬虔的人說的，而是那些正統的猶太人或是本國的子民述說，即是反叛天國之王 (基督本人) 。馬太福音雖是最多提及「地獄」一詞，但不是提及懲罰，反而讓當時信徒儆醒監察自己。

#### 斯托得對地獄的回應
斯托得在回應當中，坦言他自己在情感上難以接受永刑，且無法理解人如何能夠坦然地面對傳統的地獄觀念而不同時埋沒情感。他指出愛德華斯引用「大急流報告」的話，說那些未得福音的人，雖然是神所造，像神，為神而造，生命中卻沒有神。斯托得為失喪的人感到悲哀，因為想到有人活着時候沒有神及未相信神，甚至永恆之中沒有認識神，為此斯托得感到扎心及痛心。
但是斯托得反對，有些福音派信徒談到地獄之時，難免抱着一種幸災樂禍的快樂，而斯托得指出這個是一種靈性的病態。他引用聖經的例子，表示有人會被定罪，要哀哭切齒。反而斯托得感到悲哀，因為那些拒絕神的話，為要面對神的審判人感到悲哀。
而斯托得就着愛德華斯提出關於「地獄」有兩條問題：第一，地獄指的是甚麼？第二，誰會下地獄？斯托得首先解釋《洛桑信約》對地獄的說法「與神永遠隔絕」的原因，是因耶穌基督曾說過「離開我去罷」，而保羅也曾說「離開主的面」。但斯托得重申神不是也不會在地獄中永遠「折磨」人的那一位，因為這樣說，好像神以人的受苦，甚至折磨人為樂，這個是所有派基督徒都要反對的。然後斯托得就提出那些不悔改的人永遠能感到受苦，還是只是被消滅呢？前者已經有教父、中世紀神學家與政治家已經提出過了。但斯托得強調如果要探這個問題，就要從聖經中入手，也要用上我們的理智 (不能只憑感覺) ，因為這樣就可以知道聖經是不是這樣敍述講毀滅，而在聖經無上權威之中也無需讓步了。而可以就四個方面作出討論，也就是語言、意象、公平與普世性。

##### 語言
斯托得指出希臘文動詞ἀπόλλυμι (毀滅) 與名詞ἀπολεία (毀滅) 在聖經用作描述惡人最終結局（如太10:28）。聖經多次對比信主的人和不信的人之命運：「那些得救的」對比「那些滅亡的」（林前1:18、林後2:15、帖後2:10），最明顯的一次是耶穌在登山寶訓中太7:13節中「滅亡的寬路」對比「永生的窄路」。若聖經指這些人將滅亡，但同時他們又在地獄裏不滅，就不太合理。所以就聖經的啟示而言，只有神本身是不朽的，在福音中祂叫人看見不朽，也把不朽給人。還有，毀滅與與有條件的不朽並不一樣，就「有條件不朽」說，除了那些神給他們生命的以外，死後都要毀滅。就毀滅的觀點說，則每個死後都要復活，那些不悔改的，最後要被毀滅。

##### 圖像
斯托得就圖像就是地獄的圖像（imagery）。「火」是聖經中最常用來描述地獄的圖像（太5:22、18:19；啟20:14-15），但火最基本的象徵意義並非痛楚，而是毀滅（a consuming fire；fire unquenchable）。火本身是不滅，但若它所要焚燒的同樣不滅，又似乎不合理。斯托得在此指出四個例子，質疑傳統對地獄圖像的理解。一、可9:48不死的蟲和不死的火引用的是賽66:24的圖像，指神敵人的屍體像垃圾被棄城外，蟲把他們吃盡，火把他們燒盡。二、傳統論以太25:46中永生論證必須是有意識的享受，永刑必須有意識。然而，斯托得指出若耶穌把永生與永刑的對比，兩者完全不同，為何永刑必須有意識受苦？再者，「永遠」的刑罰與「永恆」的刑罰截然不同，若把經文解作後者，永死就是不能逆轉的滅亡。三、路16:23-24財主在火中的痛苦與拉撒路在亞伯拉罕的懷中一樣都明顯是象徵，並且比喻不是講述最終的結局。而啟14:10中「永永遠遠」的並不是火，而是煙，象徵燒盡。四、啟20:10被扔在火湖「晝夜受痛苦」的是獸、假先知、大淫婦巴比倫、死亡與陰間，全是象徵敵對神的勢力，而非個人。

##### 公義原則
斯托得就第三點是公義原則。「以牙還牙」（出21:23-25）是罪與刑罰等價的原則。斯托得指出他並沒有低估罪的嚴重性，只是質疑有限時間的罪以無限時間的刑罰，是否真的合乎神的公義原則。

##### 「普世得救論」
而斯托得指出聖經中有「支持普救論」的經文，如「一切同歸於一」的教導（約12:32；弗1:10；腓2:10-11）。斯托得指出若地獄是指消亡，有關地獄的經文就與這些經文更能夠協調。

##### 誰會下地獄？
至於處理誰會下地獄？斯托得回答愛德華斯說，「無論是《洛桑信約》」或之前的「基爾聲明」，都未曾觸及那些生前從未聽聞基督者的命運，他們從未「接受有關耶穌的完整介紹」，自然也沒有回應耶穌基督的機會。所以他續道：人類沉淪是咎由自取，自己沒法自救，而耶穌基督就是獨一的救主。這三是福音派絕不退讓的真理。 
斯托得對此問題討論出幾種不同的答案，以安德生 (Norman Anderson) 的建議加以引伸：有些從未聽聞耶穌基督之名的人，可能會感受到犯了罪，出於罪惡感，自己乏力自救，因而呼求他們約略聽聞過的神憐憫，而神也真的幫助了他們；基於耶穌基督所已完成的救贖大工，即使他們從未聽過耶穌之名，也透過他們的信心，而拯救了他們。斯托得表示這論點非常吸引及其中包含真理，甚至有其他說法，但他抱持為「未知論」的立場。」 
斯托得也像愛德華斯一樣充滿盼望，他表示他從不曾，像某些福音派大佈道家所想的，會有成千上萬的人，不僅走向沉淪。不過，從另方面而言，如我曾說過：我不是、也不可能是個普救論者。在兩個極端之間，我珍惜着一種盼望，那就是，絕大部分的人要蒙救贖。即使我甚至不知道，神到底要如何實現這個願景。 

## 著作
《上帝的新群體：與斯托得一起讀以弗所書》
《保羅的教練式牧養：與斯托得一起讀提摩太前後書、提多書》
《福音的大能：與斯托得一起讀羅馬書》
《耶穌的邀請：與斯托得一起讀登山寶訓》
《未來門徒的四個挑戰》
《加拉太書：信心與律法》
《帖撒羅尼迦前後書：末世與盼望》
《心意更新的教會》
《認識聖經的八堂課》
《真理的尋索：基督教是否可信》
《C型觀點：基督徒改變社會的行動力》
《獻給我們所愛的主：洛桑信約》
《當代基督十架》
《當代聖靈工作》
《作個真門徒》
《聖經一年通：每日一課，天天有亮光，日日有得着》
《傳福音與社會關懷》
《當代神學對話》